# 厚石榴螺
厚石榴螺（学名：Eratoena callosa）为石榴螺科石榴螺屬下的一个种。